# Vouwbalg
Een vouwbalg is meestal een deel van aan elkaar gekoppelde (of samengestelde) voertuigen, namelijk treinen, trams of gelede bussen. De vouwbalg maakt het mogelijk om veilig van het ene naar het andere gedeelte van het voertuig te lopen. Rubberen balgen van spoorwegrijtuigen zijn zodanig gemaakt om zonder extra handelingen te combineren of te spliten.
De balg is gemaakt van flexibel materiaal zodat hij kan meebewegen als een trein of tram door een boog of wissel gaat. Hij is overdekt en kan ingeschoven worden als de rijtuigen niet aan elkaar gekoppeld zijn.
Vouwbalgen met een kleinere omvang worden gezien op motorfietsen ter bescherming van de telescoopveren. Deze worden gaiters genoemd.

## Andere toepassingen
Een vouwbalg wordt voor meer toepassingen gebruikt waar een afgeschermde flexibele koppeling tussen bewegende onderdelen nodig is, zoals fotografie (balgcamera) en optica. 

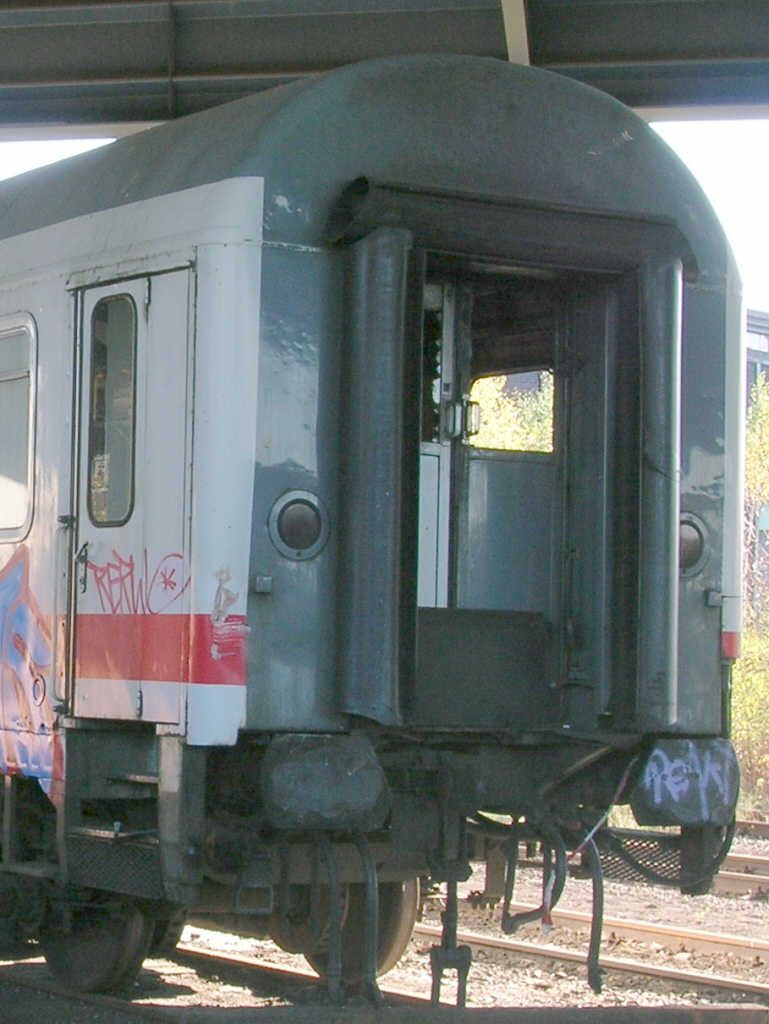
Rubberen balgen van spoorwegrijtuigen
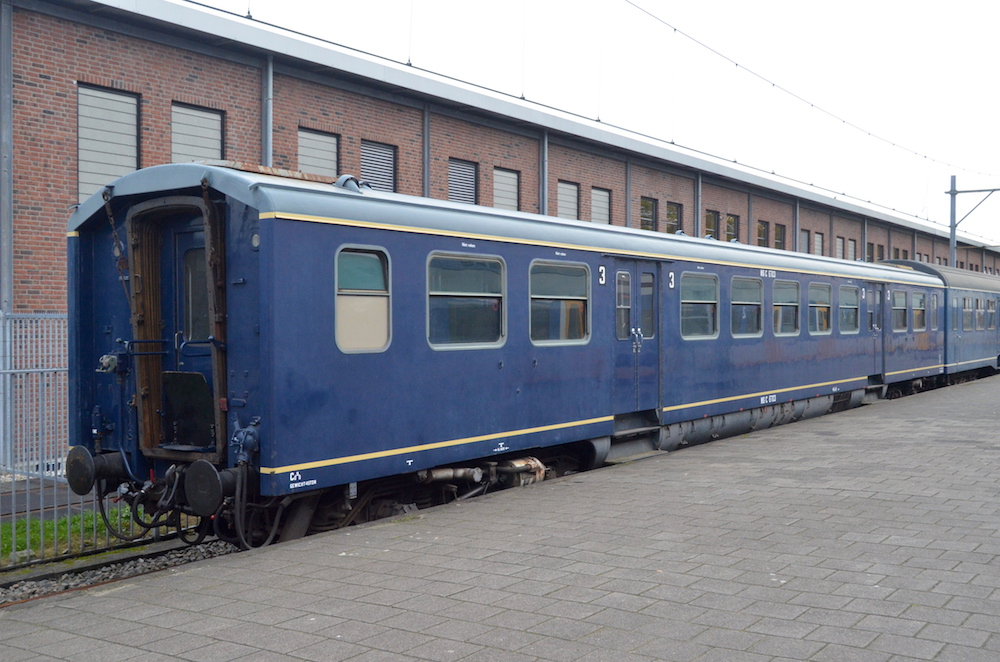
Plan E, een vroeger type spoorwegrijtuig met vouwbalgen van de Nederlandse Spoorwegen
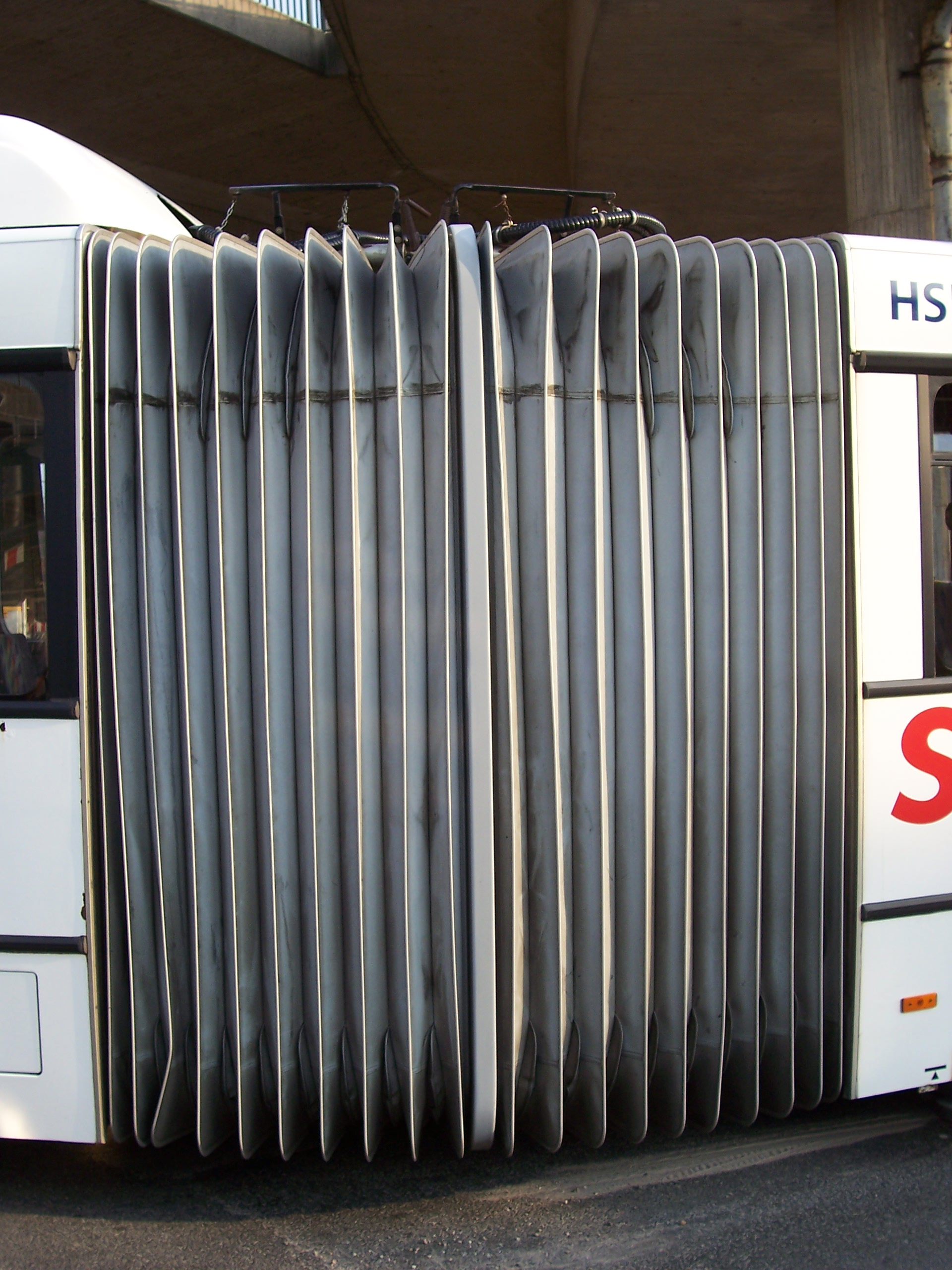
Vouwbalg van een gelede bus (Mercedes-Benz O405 GN2)
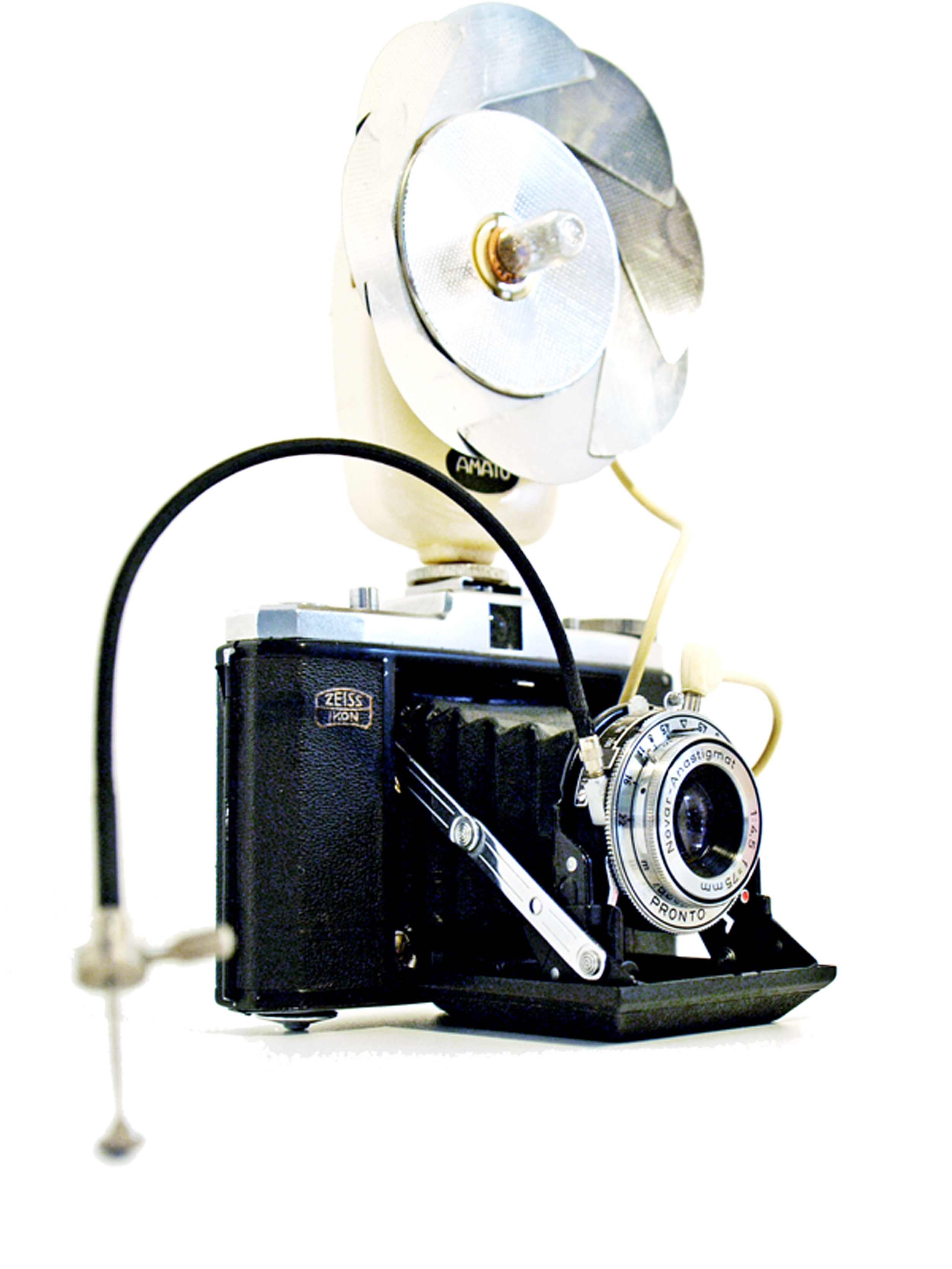
Zeiss Ikon fotocamera met balg